# Portföljanalys
För portföljanalys inom kaptitalförvaltning, se Modern portföljteori.
En portföljanalys är en planeringsprocess där ett företag värderar sina produkter och verksamheter.Portföljanalysen är en del av ett företags strategiska planering, vilket är processen att utveckla och bibehålla en strategisk passform mellan organisationens mål, förmågor och dess skiftande marknadsföringsmöjligheter. Det är viktigt för ett företag att investera sina resurser på rätt produkter och verksamheter. De produkter som har störst möjlighet att bidra med framtida vinster är mer attraktiva att ha kvar i sin affärsportfölj än de med lägre möjlighet.
Ledningens första steg är att identifiera ett företags strategiska affärsenheter, en organisations enhet som är liten nog att vara flexibel men stor nog att utöva egen kontroll över de flesta faktorer som påverkar dess långsiktiga prestanda, även kallat strategic business units (SBU). Ett företags affärsenheter är nyckelverksamheter i företaget som har separata mål, planer och som kan planeras oberoende av själva företaget. En affärsenhet kan vara ett delområde inom ett företag, en produktlinje, en enskild produkt eller ett varumärke. Nästa steg är att ett företag ska sedan fastställa attraktionskraften hos de olika affärsenheterna, hur mycket investering varje förtjänar, samt om någon affärsenhet ska läggas ner. 
Avsikten med strategisk planering är att hitta vilket sätt ett företag bäst kan använda sina styrkor för att på så sätt dra fördel av attraktiva möjligheter på marknaden. En normal portföljanalys värderar affärsenheter på två viktiga mått: dragningskraften på den marknad som affärsenheten verkar i, samt den relativa marknadsandelen för den affärsenheten. Därefter används olika verktyg som kallas matriser, för att få en överskådlig blick av läget för ett företags affärsenheter.

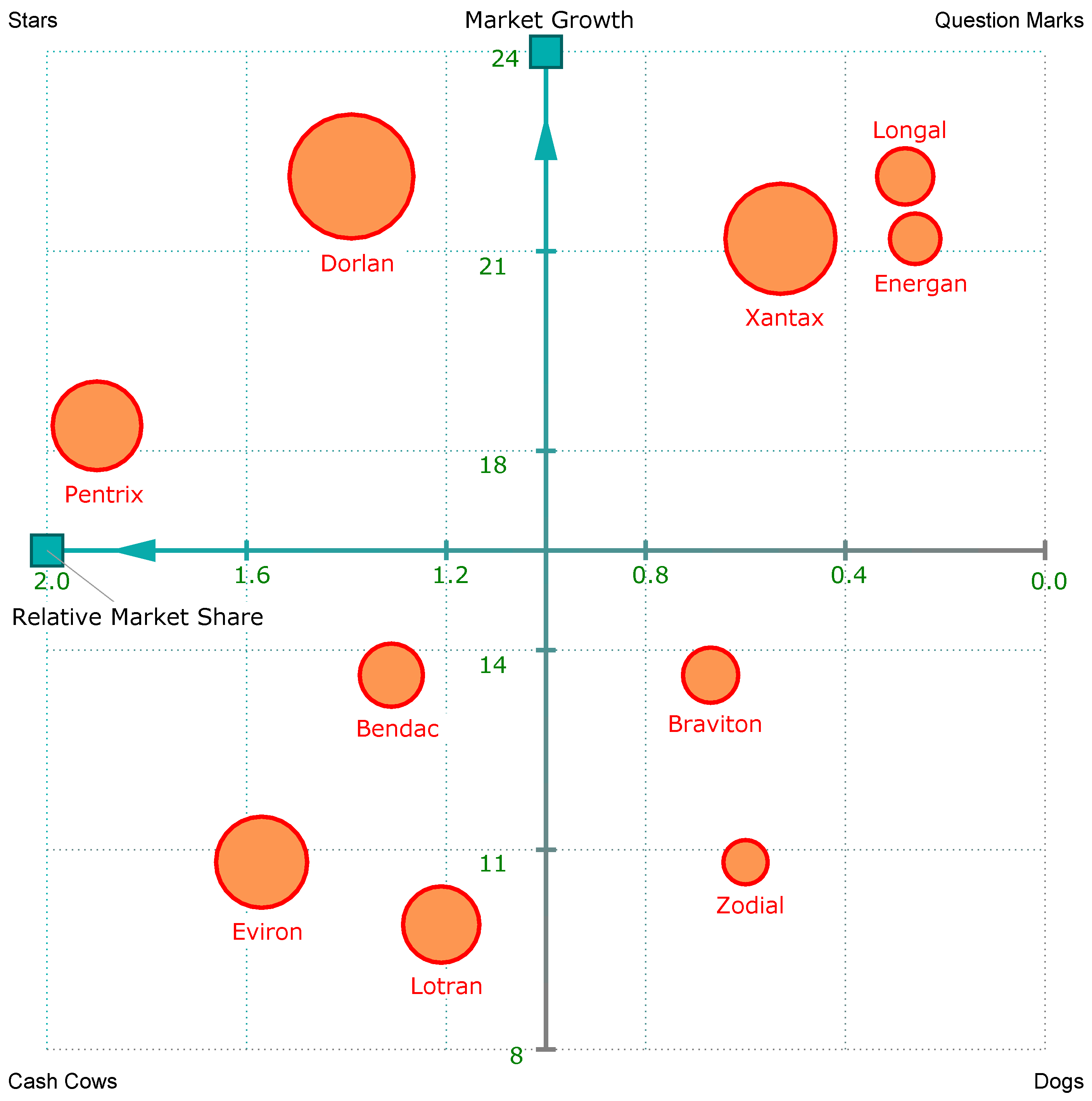
SBU:s i en BCG kan delas in i kassakor, stjärnor, frågetecken och hundar.

## Matriser

### Boston-matrisen
BCG-matrisen eller Boston-matrisen som den också kallas är en modell som används för att analysera en affärsportfölj och ta fram en portföljanalys. Den skapades av Boston Consulting Group och är uppdelad i fyra olika grupper; stjärnor, kassakor, frågetecken och hundar. Beroende på hur hög tillväxt varje affärsenhet har i marknaden och dess relativa marknadsandel, hamnar den i en av dessa grupper. Med hjälp av de olika måtten sätts produkter och verksamheter in i matrisen. Bilden som skapas visar nuläget för hur företagets produkter och verksamheter står sig på marknaden. Företaget kan utifrån detta fatta beslut om hur företagets kapital ska fördelas och om någon enhet ska läggas ned.
Frågetecken: Är affärsenheter med liten marknadsandel i mindre branscher som kräver stora investeringar för att behålla eller öka marknadsandelen. Tillväxten är därför hög. Hur stor avkastningen kommer att bli är okänt eftersom den ej nått marknaden ännu.
Stjärna: Har en hög tillväxt och en stor marknadsandel. Består av moderna affärsenheter eller produkter med en kraftig tillväxt och behovet av investeringar är därför stort. När tillväxten sjunker, men marknadsandelen fortfarande är hög blir stjärnan en kassako.
Kassako: Har en stor marknadsandel med en liten tillväxt. Affärsenheten har förlorat sin starka tillväxt på grund av till exempel modernisering inom branschen. Genererar trots det god avkastning från att vara välkända och etablerade. Kassakor är viktiga för företaget eftersom de kräver små investeringar men ger stora vinster som kan användas till bland annat nya investeringar.
Hund: Har en liten del på marknaden och tillväxten är minimal. I vissa fall kan hunden gå runt ekonomiskt men framtiden är oftast mörk och i många fall är det bra att fundera över att avveckla produkten eller affärsenheten.

### Ansoff-matrisen

Ansoff-matrisen kan delas in i fyra kategorier: Marknadspenetrering, marknadsutveckling, produktutveckling och diversification.

För att planera en verksamhets marknads- och tillväxtstrategi används ett verktyg som kallas för Ansoff matrisen, också känd som Produkt och Marknadsexpansionsmodellen. Syftet är att verksamheten ska kunna växa genom att tillämpa en av fyra utvecklingsstrategier: marknadspenetration, produktutveckling, marknadsutveckling eller diversifiering. Modellen baseras på att en verksamhet antingen satsar på att försöka få ut det mesta av sina nuvarande marknader/produkter eller fokuserar på nya marknader/produkter.
Marknadspenetrering: På en befintlig marknad sätter ett företag lågt pris på en produkt för att attrahera många kunder,r vilket förhoppningsvis leder  till att företaget vinner en stor marknadsandel.
Marknadsutveckling: En befintlig produktportfölj introduceras på nya identifierade marknader.
Produktutveckling: En produkt utvecklas eller modifieras på en marknad där ett företag redan är etablerat.
Diversifiering: Företag köper eller startar upp en ny verksamhet på en helt ny marknad där företaget inte haft någon verksamhet tidigare.
Eftersom matriser är så strikta i sina klassifikationer innebär det begränsningar i implementationen och en del företag har slutat använda sig av matriser. Fokuset med matriser ligger på att klassificera nuvarande verksamheter och produkter och ger väldigt lite insikt och råd inför framtiden. Det kan vara problematiskt eftersom strategier för tillväxt och nedskärning är en viktig del av portföljanalysens process. Istället väljer en del företag att använda sig av mer skräddarsydda lösningar som passar företagets specifika utmaningar och förutsättningar.

## Utförandet av portföljanalys
Utförandet av en portföljanalys är uppdelade i flera delmål: Första steget är att identifiera ett företags affärsenheter som utgör företagets affärsportfölj. I nästa steg delar man in ett företags affärsenheter i tre olika grupper. Dessa grupper är: Kärnverksamheter, stödfunktioner och money makers.
- Företagets kärnverksamhet utgörs av de affärsenheter som är företagets viktigaste och mest vinstgivande.[9]
- Affärsenheter som tillhör stödfunktioner finns till för att underlätta ett företags kärnverksamhet att generera pengar. Exempel på detta är bokföringar, redovisningar och juridiska tjänster.[9]
- Den tredje och sista gruppen kallas för “money makers”. Det idealiska för ett företag är att kärnverksamheterna finansierar sig själva, dock fungerar inte detta i de flesta fall och moneymakers finns därför med som stöd. Dessa affärsenheter är lågprioriterade men ändå genererar vinst som kan finansiera utvecklingen av kärnverksamheten.[9]

I nästa steg skall ett företags affärsenheter jämföras med företagets affärsidé. Om en eller flera affärsenheter inte är direkt jämförbara med företagets affärsidé och mål bör den avvecklas så att dess resurser kan läggas på mer värdefulla affärsenheter.
När ett företag har jämfört sina affärsenheter med affärsidén skall dessa delas in i mindre grupper för att enklare implementeras i företagets matriser, så som BCG-matrisen eller Ansoff-matrisen, för utvärdering. Nu har företaget underlag för att ta betydande beslut gällande deras affärsenheter.